# Snekanon
En snekanon er en maskine til fremstilling af sne, der typisk anvendes på skisportsanlæg, eller til at lave sne til langrendsspor eller snescootere.
En snekanon fungerer ved at vand ved højt tryk presses igennem et antal dyser ud i en jetstrøm. Jetstrømmen dannes i et rør ved at en vifte roteres ved høj fart af en motor. Dyserne er typisk organiseret i et antal ringe i fronten af røret. For at øge snemængden der dannes, blandes der typisk trykluft fra en indbygget kompressor direkte i vandet fra en af ringene.
Snekanoner kan være mere eller mindre avancerede. De mest avancerede kanoner er fuldautomatiske og har indbyggede vejrstationer, så de automatisk regulerer mængden af vand, trykluft, med videre, for at opnå størst mulig produktion.
For at sneen kan dannes, skal de rette betingelser af temperatur og luftfugtighed være til stede.
I Danmark findes der snekanoner på Hedeland Skicenter nær Roskilde, og på skibakken ved Østerlars på Bornholm.

## Eksterne links
Roskilde Ski Klub Arkiveret 22. januar 2013 hos  Wayback Machine